# CIRCUS TOWN
『CIRCUS TOWN』（サーカス・タウン）は、1976年12月25日に発売された、山下達郎初のソロ・スタジオ・アルバム。

## 解説
山下達郎はもともとシュガー・ベイブのメンバーとしてプロ活動を始め、3年弱の活動を経て、1976年からソロ・シンガーとして活動をすることになった。是が非でもソロになりたかったわけではなく、バンドが解散して仕方なくというお決まりのパターンだった。バンド解散による精神的ダメージと、シュガー・ベイブで目指した1960年代テイストやレコード・マニア的趣味性が当時の日本の音楽状況にまったく受け入れられなかったことへの挫折感とで、自分がこの先どうすればいいのか皆目わからなくなっていた。ソロでやって行くにしても、どこか客観的な立場に一度身を置いて自身の音楽的力量を判断してみないことには前に進めない。これがソロ・アルバムを海外で録音しようと思い立った理由だったという。
シュガー・ベイブは実質的に山下のワンマン・バンドであり、音作りに関してはほとんど独裁者だったが、所詮は22才の若造。プロデュースだアレンジだといっても、小さな世界での観念的な「ごっこ」言葉でしかなかった。山下自身もそうしたことに限界を感じていたことから、この際ファースト・ソロ・アルバムでは曲作りと歌に専念して、プロデュースとアレンジは第三者に託してみようと考えていたという。自分が聴いて育ってきたアメリカン・ヒット・パレードの真ん中で自分の音を鳴らしたら、一体どんなものが出来上がるのか。プロデューサー、アレンジャー、ミュージシャンからスタジオやエンジニアまですべて自分で指定して、その上に自分の曲と歌を乗せてみたら自分の予測値と現実はどのくらいの誤差が生じるか。そのため、録音場所は絶対にニューヨークでなければならないし、プロデューサー・アレンジャーは1960年代と1970年代を等しく理解している人でなければならない。
こうしたプランに基づいて何人かのアレンジャーやミュージシャンを想定し、当時ソロ・シンガーとして契約したいと声をかけてきたレコード会社数社に諮ったところ、当時は海外レコーディングはまだまだ特別な事柄で、ミュージシャンやスタジオの交渉など現地でのコーディネートも難しく、なにより山下のオーダーではスタジオやミュージシャンのランクが高過ぎて莫大な予算がかかり、当時の山下のセールス実績では採算が取れないと判断され、どのレコード会社も難色を示したという。そんな中で1人だけ、RVCで制作ディレクターとしてのキャリアをスタートさせたばかりだった小杉理宇造が手を挙げた。
RVCで日本のロックをやりたいと考えていた小杉は、マネジメント会社「アワ・ハウス」代表の牧村憲一に紹介されて行った、荻窪ロフトでのシュガー・ベイブ解散コンサートを見て、山下と契約したいと思ったという。その頃すでにCBSソニーとの契約が決まっていたが、まだ正式にはしていないらしい。ならばとにかく本人に会いたいということでRVCに来た山下に小杉は「君をやりたいんだけど」と申し出た。対して山下は「ニューヨーク・レコーディングをやりたいから、そのお膳立てをしてくれたらやってもいい」という事になり、正式なオファー・リストを山下からもらった小杉は、ニューヨークでの留学生活の経験を生かして単身渡米し、山下が指名したプロデューサー数人と直接交渉の結果、第一候補だったチャーリー・カレロのOKを得て話を決めてきた。ただし、予算の関係でアルバム1枚全部をニューヨークでというのは不可能なので、ついては自分はロサンゼルスにならミュージシャンの友人がいて、彼らを紹介するので、半分をロスでお願いできないかという話。その友人というのが、ジョン・サイターという、スパンキー・アンド・アワ・ギャングやタートルズのメンバーだったこともある、偶然にも山下の大好きなミュージシャンだったというのも縁としかいいようがなく、かくしてRVCと契約する運びとなり、ソロ・デビュー・アルバムの準備が整った。

## アートワーク、パッケージ
アルバムの帯には以下のキャッチコピーが記載されている。
パッケージのアート・ディレクションとデザインは佐藤憲吉。アルバム・カバーは小暮徹撮影による写真をテレビのブラウン管に映し、画像を変調させたものを再度撮影するという、手の込んだアナログ作業によるもの。山下の写真は表面は右向き、裏面は左向きとなっている。

## 収録曲

### NEW YORK SIDE
レコーディングは最初、ニューヨークで2週間、その後ロサンゼルスに移動して1週間というスケジュールで行われた。初めての海外、それまでバンドの中でチマチマやっていたのがいきなりの他流試合。しかも相手は超一級のミュージシャン集団。ニューヨークでのセッションが始まると、緊張のあまりろくに声も出なかった。チャーリー・カレロはお世辞にもフレンドリーとは言えず、ミュージシャンもクセのある連中ばかり。わずかにドラムのアラン・シュワルツバーグとエンジニアのジョー・ヨルゲンセンが励ましてくれたおかげで何とか救われたようなものだったという。当時23歳だった山下にとって、ニューヨークのスタジオでの人間関係は、金の話や人種差別といった不快な部分も含めてとてつもないカルチャーショックだったが、それでもスピーカーから出て来た音が自分が考えたイメージとほぼ同じだったことに安堵したという。それは何より自分の美意識が基本的には間違っていなかったことの証明であり、その後の音楽活動への大きな励みになったという。ティー・ブレイクのとき、「好きなミュージシャンは誰か」とカレロに質問され、ここぞとばかりハル・ブレインやバディ・サルツマンの名を挙げたところ、たった一言「彼らは確かに1967年には一流だった」と言われたという。この言葉が、それまでのポップス・マニアだった山下の音楽的方向性に決定的な転換を与える結果となった。この時代のカレロと仕事をしたことで後に山下は、ロックン・ロールというものの時代を貫く普遍性が体感できたとし、「あの体験がなければ、新しいものには見向きもしないで、恐らく自分が十代に聴いて感動した音楽を追いかけて、オールディーズ少年をやっていただろうな。重要なのはそういうことじゃなくて、ドゥーワップ好きでもラップはできる、こんな感じかなって思った」と話している。
1. CIRCUS TOWN  –  (4:11)
  - 作詞：吉田美奈子 / 作曲：山下達郎
  - ニューヨークでよく演奏されていた16ビートの曲を再現した曲[book 1]。間奏のサックスはルー・マリーニ（英語版）[注釈 2]。冒頭にピッコロで演奏されるパッセージは、リマスター盤CDのライナーノーツでは「藁の中の七面鳥」からの引用と記されているが、正しくはユリウス・フチークの「剣闘士の入場」[注釈 3]と思われる。
2. WINDY LADY  –  (5:42)
  - 作詞・作曲：山下達郎
  - もともとはシュガー・ベイブ後期のレパートリーだったが、レコーディングの機会がなく本作に収録することになった。シカゴのリズム&ブルースが好きだったことから、シカゴの通称「ウィンディ・シティ」を想起して作られた曲。山下が持っていったデモテープをすべて聴いたチャーリー・カレロから「君の曲はニューヨークというよりはシカゴの香りがする」と言われ、驚いたのと同時に自分の作曲の語法は正しかったのだと嬉しく感じたという[book 1]。間奏のサックスはジャズ系スタジオ・ミュージシャンだったジョージ・ヤング[注釈 4]（後のマンハッタン・ジャズ・クインテットのメンバー）。後にベスト・アルバム『GREATEST HITS! OF TATSURO YAMASHITA』[注釈 5]と、オールタイム・ベスト『OPUS 〜ALL TIME BEST 1975-2012〜』[注釈 6]に収録された。
3. MINNIE  –  (4:20)
  - 作詞・作曲：山下達郎
  - 山下は20代の始め、ジャズやボサノヴァのコード進行に耽溺していて、使ってみたくて仕方がなかったという。この曲も分数和音を多用したイースト・コースト風の典型のようなバラード。サビのブラス・セクションのソリは、ビッグバンドを知っている人でなければ決して思いつかないアイデアだという[book 1]。
4. 永遠に  –  (4:55)
  - 作詞：吉田美奈子 / 作曲：山下達郎
  - 吉田美奈子のアルバム『FLAPPER』[注釈 7]のために書き下ろされた曲のセルフカバー。分数和音が目まぐるしく転調を繰り返す、バリー・マンをかなり意識した作品だという[book 1]。

### LOS ANGELES SIDE
ニューヨークでのセッションを終え、ロサンゼルスに移ってみると、ミュージシャンはフレンドリーだが機材は古臭いといった調子で、すべてが違っていた。ロスでのセッションが始まった途端、ジョン・サイターが連れてきたメンバーが山下の思った感じの音を全然出してくれないという事態が起こった。特にベーシストとギタリストが全くダメで、一日目を終えてすっかり落ち込んでしまった山下は、このまま続けても仕方ないからやめて帰ろうかとさえ考えた。しかし、ホテルに帰る車の中でサイターが「コーラスはケニー・アルトマンとジェリー・イエスターに頼む予定だ」と言い出したので、それを聞いた山下が「ちょっと待って。アルトマンがLAにいるなら彼にベースを弾いてもらってよ」と提案、かくしてベースは彼に交代、ギターはキーボーディストのジョン・ホッブスがバンド仲間のビリー・ウォーカーを連れてきたことで、綱渡りながらも残りの2日間で何とかリズム録りを終えることが出来たという。
1. LAST STEP  –  (3:29)
  - 作詞：吉田美奈子 / 作曲：山下達郎
  - この曲も『FLAPPER』[注釈 7]への書き下ろし曲。もとはモータウン的な世界を目論んで作られた[book 1]。後にエレキ・ギターの弾き語りによるライヴ・ヴァージョンが、ライブ・アルバム『JOY –TATSURO YAMASHITA LIVE–』[注釈 8]に収録された。
2. CITY WAY  –  (3:38)
  - 作詞：吉田美奈子 / 作曲：山下達郎
  - 日本で書いて持って行った曲がかなりイメージと違ってしまい、急遽現地で作ることになった曲[book 1]。
3. 迷い込んだ街と  –  (4:40)
  - 作詞：吉田美奈子 / 作曲：山下達郎
  - ウエスト・コースト的なものへのイリュージョンという作品[book 1]。
4. 夏の陽  –  (4:24)
  - 作詞・作曲：山下達郎
  - 「サーカス・タウン」同様、どうせロサンゼルスへ行くのならそのイメージの曲をと書いて行ったのが図に当たり、ジョン・ホッブスのピアノのタッチにぴったりとなったという曲。山下自身、以後の他の作品と比べると少し異色だというが、結構気に入っていて、その後もステージで演奏される機会が多い一曲。こういうサウンドには対位法的なコーラスが良いとジェリー・イエスターが言い出したことから、山下も加わっての4人でのハーモニーとなっている[book 1]。

### クレジット

#### NEW YORK SIDE
| produced by CHARLES CALELLO                                                      |
| arranged by CHARLES CALELLO                                                      |
| recording & mixing engineer; JOE JORGENSEN                                       |
| recorded date: Aug. 1976                                                         |
|                                                                                  |
| drums: ALLAN SCHWARTZBERG                                                        |
| bass: WILL LEE                                                                   |
| guitars: JOHN TROPEA / JEFF MIRONOV                                              |
| keyboards: PAT REBILLOT                                                          |
| conga: JIMMY MAELEN                                                              |
| vibraphone: DAVID SAMUELS                                                        |
| trumpet: RANDY BRECKER (solo on MINNIE) / JOHN FADDIS                            |
| trombone: DAVID TAYLOR / WAYNE ANDRE                                             |
| alto sax: GEORGE YOUNG (solo on WINDY LADY) / LOUIS MARINI (solo on CIRCUS TOWN) |
| baritone sax: RAMEO PENQUE                                                       |
| strings: EMANUEL GREEN & GENE ORLOFF                                             |

#### LOS ANGELS SIDE
| produced by JIMMY SEITER & JOHN SEITER                           |
| arranged by TATSURO YAMASHITA & JERRY YESTER (background vocals) |
| recording & mixing engineer: RICHIE SCHMITT                      |
| recording studio: RCA HOLLYWOOD STUDIO-A                         |
| recording date: Sep. 1976                                        |

#### スタッフ
| all songs composed by Tatsuro Yamasihita lyrics of “WINDY LADY” “MINNIE” & “夏の陽” |
| written by Tatsuro Yamashita                                                        |
| other lyrics written by Minako Yoshida                                              |
|                                                                                     |
| production co-odinater: RYUZO KOSUGI                                                |
| artist manager: KENICHI MAKIMURA for OUR HOUSE INC.                                 |
| photographer: TORU KOGURE                                                           |
| special thanks to: JIMMY BIONDOLILLO, PETE ABBOTT, LIZ & RICA, MINAKO               |

## BVCR-17013

### 解説
2002年、“山下達郎 RCA/AIRイヤーズ 1976-1982”として、『CIRCUS TOWN』から『FOR YOU』までの7タイトルが山下監修によるデジタル・リマスタリング、および、自身によるライナーノーツと曲解説。CDには各タイトル毎に未発表音源を含むボーナス・トラック収録にて再度リイシューされた。本作には未発表音源のカラオケ2曲をボーナス・トラックとして収録。また、本作を含むRCA/AIRイヤーズ対象商品7タイトル購入者に応募者全員への特典として、リマスター盤『COME ALONG』がプレゼントされた。

### 収録曲
<New York Side>
1. CIRCUS TOWN（サーカス・タウン）  –  (4:11)[2]
2. WINDY LADY（ウィンディ・レイディ）  –  (5:44)[2]
3. MINNIE（ミニー）  –  (4:21)[2]
4. 永遠に  –  (4:59)[2]

<Los Angeles Side>
1. LAST STEP（ラスト・ステップ）  –  (3:28)[2]
2. CITY WAY（シティ・ウェイ）  –  (3:39)[2]
3. 迷い込んだ街と  –  (4:40)[2]
4. 夏の陽  –  (4:27)[2]
<Bonus Tracks>
5. CIRCUS TOWN [カラオケ -Karaoke-] （未発表 -Previously Unreleased-）  –  (4:02)[2]
6. WINDY LADY [カラオケ -Karaoke-] （未発表 -Previously Unreleased-）  –  (5:42)[2]
ニューヨークでのミックス・ダウンの際、「“TVトラック”は必要か?」と聞かれ、アメリカではカラオケのことを「TVトラック」と呼ぶのだと、そこで初めて知ったという。当時の日本ではカラオケは歌手がテレビの番組出演で使う以外に利用価値がなく、バンド出身でテレビとも無縁な山下にとって、カラオケなど全く必要ないように思えたが、小杉の「せっかくだから」というひとことから、2曲のカラオケが作られた。後に、山下はライナーノーツにて「以来20年余の長い時間を私の自宅で眠り続けていたこのオリジナル・カラオケが、よもや日の目を見るなどとは思ってもいませんでした」[book 1]と書いている。

### クレジット

#### CIRCUS TOWN（サーカス・タウン）
| Words by 吉田美奈子                  |
| Music by 山下達郎                    |
| ©1976 FUJIPACIFIC MUSIC INC.         |
|                                      |
| Allan Schwartzberg : Drums           |
| Will Lee : Bass                      |
| Jeff Mironov : Electric Guitar(Left) |
| John Tropea : Electric Guitar(Right) |
| Pat Rebillot : Acoustic Piano        |
| Jimmy Maelen : Percussion            |
| Louis Marini : Alto Sax Solo         |
|                                      |
| Randy Brecker : Trumpet              |
| John Faddis : Trumpet                |
| David Taylor : Trombone              |
| Wayne Andre : Trombone               |
| George Marge : Tenor Sax & Piccolo   |
| Rameo Penque : Baritone Sax          |
|                                      |
| Gene Orloff : Strings Concert Master |

#### WINDY LADY（ウィンディ・レイディ）
| Words & Music by 山下達郎             |
| ©1976 FUJIPACIFIC MUSIC INC.          |
|                                       |
| Allan Schwartzberg : Drums            |
| Will Lee : Bass                       |
| Jeff Mironov : Electric Guitar(Left)  |
| John Toropea : Electric Guitar(Right) |
| Pat Rebillot : Electric Piano         |
| David Samuels : Vibraphone            |
| George Young : Alto Sax Solo          |
|                                       |
| Randy Brecker : Trumpet               |
| John Faddis : Trumpet                 |
| David Taylor : Trombone               |
| Wayne Andre : Trombone                |
| George Marge : Tenor Sax              |
| Rameo Penque : Baritone Sax           |
|                                       |
| Gene Orloff : Strings Concert Master  |

#### MINNIE（ミニー）
| Words & Music by 山下達郎            |
| ©1976 FUJIPACIFIC MUSIC INC.         |
|                                      |
| Allan Schwartzberg : Drums           |
| Will Lee : Bass                      |
| Jeff Mironov : Acoustic Guitar       |
| John Toropea : Electric Guitar       |
| Pat Rebillot : Acoustic Piano        |
|                                      |
| Randy Brecker : Trumpet(Incl. Solo)  |
| John Faddis : Trumpet                |
| David Taylor : Trombone              |
| Wayne Andre : Trombone               |
| George Marge : Tenor Sax & Flute     |
| Rameo Penque : Baritone Sax          |
|                                      |
| Gene Orloff : Strings Concert Master |

#### 永遠に
| Words by 吉田美奈子                     |
| Music by 山下達郎                       |
| ©1976 ALFA MUSIC, INC.                  |
|                                         |
| Allan Schwartzberg : Drums & Percussion |
| Will Lee : Bass                         |
| Jeff Mironov : Acoustic Guitar          |
| John Toropea : Electric Guitar          |
| Pat Rebillot : Acoustic Piano           |
| David Samuels : Vibraphone              |
|                                         |
| Gene Orloff : Strings Concert Master    |

#### LAST STEP（ラスト・ステップ）
| Words by 吉田美奈子                                     |
| Music by 山下達郎                                       |
| ©1976 ALFA MUSIC, INC.                                  |
|                                                         |
| Tatsuro Yamashita : Electric Guitar & Background Vocals |
| John Seiter : Drums & Background Vocals                 |
| Kenny Altman : Bass & Background Vocals                 |
| Billy Walker : Electric Guitar(Incl. Solo)              |
| John Hobbs : Acoustic Piano                             |
| Jerry Yester : Background Vocals                        |

#### CITY WAY（シティ・ウェイ）
| Words by 吉田美奈子                                          |
| Music by 山下達郎                                            |
| ©1976 FUJIPACIFIC MUSIC INC                                  |
|                                                              |
| Tatsuro Yamashita : Electric Guitar & Background Vocals      |
| John Seiter : Drums                                          |
| Kenny Altman : Bass & Background Vocals                      |
| Billy Walker : Electric Guitar(Incl. Solo) & Acoustic Guitar |
| John Hobbs : Acoustic Piano & Hammond Organ                  |
| Jerry Yester : Background Vocals                             |

#### 迷い込んだ街と
| Words by 吉田美奈子                              |
| Music by 山下達郎                                |
| ©1976 FUJIPACIFIC MUSIC INC                      |
|                                                  |
| Tatsuro Yamashita : Electric Guitar              |
| John Seiter : Drums                              |
| Kenny Altman : Bass                              |
| Billy Walker : Acoustic Guitar & Electric Guitar |
| John Hobbs : Acoustic Piano & Electric Piano     |
| Jimmy Seiter : Percussion                        |

#### 夏の陽
| Words & Music by 山下達郎    |
| ©1976 FUJIPACIFIC MUSIC INC. |
|                              |

| Tatsuro Yamashita : | - Electric Guitar - & Background Vocals |

| John Seiter : Drums & Background Vocals     |
| Kenny Altman : Bass & Background Vocals     |
| Billy Walker : Acoustic Guitar              |
| John Hobbs : Acoustic Piano & Hammond Organ |
| Jimmy Seiter : Percussion                   |
| Jerry Yester : Background Vocals            |

### スタッフ
| <New York Side>                                                         |
| Produced & Arranged by CHARLES CALELLO                                  |
| Recording & Mixing Engineer: JOE JORGENSEN                              |
| Recorded & Mixed at Media Sound Studio, New York, N.Y. in Aug. 1976     |
|                                                                         |
| <Los Angels Side>                                                       |
| Produced by JIMMY SEITER & JOHN SEITER                                  |
| Arranged by 山下達郎 & JERRY YESTER (Background Vocals)                 |
| Recording & Mixing Engineer: RICHIE SCHMITT                             |
| Recorded & Mixed at RCA Hollywood Studio, Los Angels, CAL. in Sep. 1976 |
|                                                                         |
| Production Co-odinater: 小杉理宇造                                      |
|                                                                         |
| CD Mastering Engineer: 原田光晴 (On Air Azabu)                          |
|                                                                         |
| Original Art Direction: 佐藤憲吉                                        |
| Original Design: 佐藤憲吉                                               |
| Cover Photographs: 小暮徹                                               |
| CD Design: 高原宏 & 上原加代                                            |
|                                                                         |
| Originally Released in 1976/10/25 as RCA RVL-8004                       |

## TATSURO YAMASHITA RCA/AIR YEARS Vinyl Collection

### 解説
2023年1月6日、山下達郎が1976年から1982年にRCA/AIR YEARSから発売したアナログ盤とカセット、全8アイテムに最新リマスターを施した“TATSURO YAMASHITA RCA/AIR YEARS Vinyl Collection”が5月から5カ月連続リリースが決定したことが発表された。
アナログ盤とカセットの同時発売で、アナログ盤はすべて180g重量盤。完全生産限定盤。5月3日に6thアルバム『FOR YOU』、6月7日に5thアルバム『RIDE ON TIME』、7月5日に4thアルバム『MOONGLOW』と3rdアルバム『GO AHEAD!』、8月2日に2ndアルバム『SPACY』とソロデビューアルバム『CIRCUS TOWN』、9月6日にライブ・アルバム『IT'S A POPPIN' TIME』とベスト・アルバム『GREATEST HITS! OF TATSURO YAMASHITA』が発売された。

### パッケージ、アートワーク
オリジナル・アナログ盤に封入されていた歌詞カードを同封。歌詞カードはオリジナルをもとにリデザインされたものとなっているが、表面に曲目が追加されたほか、歌詞が掲載された裏面は、オリジナルでは上半分に“NEW YORK SIDE”、下半分に“LOS ANGELS SIDE”と分かれていたが、今回は続けて掲載されている。その他、2002年に“TATSURO YAMASHITA THE RCA/AIR YEARS 1976-1982”の一枚にてリイシューされたリマスター盤『CIRCUS TOWN』に収載された書き下ろしの解説と曲目解説を補筆改定にて再掲のほか、“曲目解説 付記 in 2023”を新たに加えたライナーノーツを新規封入。リマスタリング・エンジニアはワーナーミュージック・マスタリングの菊地功、カッティングは同じくワーナーミュージック・マスタリングの北村勝敏がそれぞれ担当。

### プロモーション、マーケティング
5月3日から5カ月連続でリリースされる山下達郎のリマスターシリーズ“TATSURO YAMASHITA RCA/AIR YEARS Vinyl Collection”のティザー映像がYouTubeで公開された。山下達郎自らがノンストップミックスで編集したマスターエディット使用した本シリーズのティザーでは8ビットのドライブゲーム風の映像に乗せて、収録曲がダイジェストで楽しめる内容となっており、本作『CIRCUS TOWN』からは「CIRCUS TOWN」と「WINDY LADY」が選ばれている。
5月24日、最新リマスター&ヴァイナル・カッティング8タイトルが、多くの予約を得たことでCDショップ/オンラインショップでは売切れが多数発生。また、発売元であるソニー・ミュージックの設定販売価格よりも大きく逸脱し、高価格の転売商品が多数出回っている状態は本意ではないことから当面の間、商品の追加プレスを行うことが発表された。

### チャート成績
山下達郎の5カ月連続リイシュー“TATSURO YAMASHITA RCA／AIR YEARS Vinyl Collection”、その第4弾として8月に発売された『SPACY』（1977年作品）と、『CIRCUS TOWN』（1976年作品）の2作品が、8月14日付「オリコン週間アルバムランキング」に揃ってランクイン。『SPACY』が6位、『CIRCUS TOWN』が7位となった。
今回、両作が「オリコン週間アルバムランキング」TOP10に初ランクインしたことで、「同一作品による初ランクインからTOP10入りまでのインターバル記録」は、『SPACY』が46年2カ月（初ランクイン：77年6月13日付）、『CIRCUS TOWN』（同：76年11月8日付）が46年9カ月となり、23年7月17日付同ランキングにおいて『GO AHEAD!』が記録した「邦楽アーティストとしては過去最長」（43年10カ月）を自己更新した。

### 収録曲

#### Side 1 [ NEW YORK SIDE]
1. CIRCUS TOWN
2. WINDY LADY
3. MINNIE
4. 永遠に

#### Side 2 [ LOS ANGELES SIDE]
1. LAST STEP
2. CITY WAY
3. 迷い込んだ街と
4. 夏の陽

### クレジット

#### CIRCUS TOWN
| Words by Minako Yoshida Music by Tatsuro Yamashita |  |                         |
| © 1976 by FUJIPACIFIC MUSIC INC.                   |  |                         |
|                                                    |  |                         |
| Allan Schwartzberg                                 |  | Drums                   |
| Will Lee                                           |  | Bass                    |
| Jeff Mironov                                       |  | Electric Guitar (Left)  |
| John Tropea                                        |  | Electric Guitar (Right) |
| Pat Rebillot                                       |  | Acoustic Piano          |
| Jimmy Maelen                                       |  | Percussion              |
| Louis Marini                                       |  | Alto Sax Solo           |
|                                                    |  |                         |
| Randy Brecker                                      |  | Trumpet                 |
| John Faddis                                        |  | Trumpet                 |
| David Taylor                                       |  | Trombone                |
| Wayne Andre                                        |  | Trombone                |
| George Marge                                       |  | Tenor Sax & Piccolo     |
| Rameo Penque                                       |  | Baritone Sax            |
| Gene Orloff                                        |  | Strings Concert Master  |

#### WINDY LADY
| Words & Music by Tatsuro Yamashita |  |                         |
| © 1976 by FUJIPACIFIC MUSIC INC.   |  |                         |
|                                    |  |                         |
| Allan Schwartzberg                 |  | Drums                   |
| Will Lee                           |  | Bass                    |
| Jeff Mironov                       |  | Electric Guitar (Left)  |
| John Toropea                       |  | Electric Guitar (Right) |
| Pat Rebillot                       |  | Electric Piano          |
| David Samuels                      |  | Vibraphone              |
| George Young                       |  | Alto Sax Solo           |
|                                    |  |                         |
| Randy Brecker                      |  | Trumpet                 |
| John Faddis                        |  | Trumpet                 |
| David Taylor                       |  | Trombone                |
| Wayne Andre                        |  | Trombone                |
| George Marge                       |  | Tenor Sax               |
| Rameo Penque                       |  | Baritone Sax            |
| Gene Orloff                        |  | Strings Concert Master  |

#### MINNIE
| Words & Music by Tatsuro Yamashita |  |                        |
| © 1976 by FUJIPACIFIC MUSIC INC.   |  |                        |
|                                    |  |                        |
| Allan Schwartzberg                 |  | Drums                  |
| Will Lee                           |  | Bass                   |
| Jeff Mironov                       |  | Acoustic Guitar        |
| John Toropea                       |  | Electric Guitar        |
| Pat Rebillot                       |  | Acoustic Piano         |
|                                    |  |                        |
| Randy Brecker                      |  | Trumpet(Incl. Solo)    |
| John Faddis                        |  | Trumpet                |
| David Taylor                       |  | Trombone               |
| Wayne Andre                        |  | Trombone               |
| George Marge                       |  | Tenor Sax & Flute      |
| Rameo Penque                       |  | Baritone Sax           |
| Gene Orloff                        |  | Strings Concert Master |

#### 永遠に
| Words by Minako Yoshida Music by Tatsuro Yamashita |  |                        |
| © 1976 by ALFA MUSIC, INC.                         |  |                        |
|                                                    |  |                        |
| Allan Schwartzberg                                 |  | Drums & Percussion     |
| Will Lee                                           |  | Bass                   |
| Jeff Mironov                                       |  | Acoustic Guitar        |
| John Toropea                                       |  | Electric Guitar        |
| Pat Rebillot                                       |  | Acoustic Piano         |
| David Samuels                                      |  | Vibraphone             |
|                                                    |  |                        |
| Gene Orloff                                        |  | Strings Concert Master |

#### LAST STEP
| Words by Minako Yoshida Music by Tatsuro Yamashita |  |                                     |
| © 1976 by ALFA MUSIC, INC.                         |  |                                     |
|                                                    |  |                                     |
| Tatsuro Yamashita                                  |  | Electric Guitar & Background Vocals |
| John Seiter                                        |  | Drums & Background Vocals           |
| Kenny Altman                                       |  | Bass & Background Vocals            |
| Billy Walker                                       |  | Electric Guitar(Incl. Solo)         |
| John Hobbs                                         |  | Acoustic Piano                      |
| Jerry Yester                                       |  | Background Vocals                   |

#### CITY WAY
| Words by Minako Yoshida Music by Tatsuro Yamashita |  |                                               |
| © 1976 by FUJIPACIFIC MUSIC INC                    |  |                                               |
|                                                    |  |                                               |
| Tatsuro Yamashita                                  |  | Electric Guitar & Background Vocals           |
| John Seiter                                        |  | Drums                                         |
| Kenny Altman                                       |  | Bass & Background Vocals                      |
| Billy Walker                                       |  | Electric Guitar(Incl. Solo) & Acoustic Guitar |
| John Hobbs                                         |  | Acoustic Piano & Hammond Organ                |
| Jerry Yester                                       |  | Background Vocals                             |

#### 迷い込んだ街と
| Words by Minako Yoshida Music by Tatsuro Yamashita |  |                                   |
| © 1976 by FUJIPACIFIC MUSIC INC                    |  |                                   |
|                                                    |  |                                   |
| Tatsuro Yamashita                                  |  | Electric Guitar                   |
| John Seiter                                        |  | Drums                             |
| Kenny Altman                                       |  | Bass                              |
| Billy Walker                                       |  | Acoustic Guitar & Electric Guitar |
| John Hobbs                                         |  | Acoustic Piano & Electric Piano   |
| Jimmy Seiter                                       |  | Percussion                        |

#### 夏の陽
| Words & Music by Tatsuro Yamashita |  |                                     |
| © 1976 by FUJIPACIFIC MUSIC INC.   |  |                                     |
|                                    |  |                                     |
| Tatsuro Yamashita                  |  | Electric Guitar & Background Vocals |
| John Seiter                        |  | Drums & Background Vocals           |
| Kenny Altman                       |  | Bass & Background Vocals            |
| Billy Walker                       |  | Acoustic Guitar                     |
| John Hobbs                         |  | Acoustic Piano & Hammond Organ      |
| Jimmy Seiter                       |  | Percussion                          |
| Jerry Yester                       |  | Background Vocals                   |

### スタッフ
| [ Original 1976 Edition ]                                               |
| < New York Side >                                                       |
| PRODUCED & ARRANGED by CHARLES CALELLO                                  |
| Recording & Mixing Engineer : Joe Jorgensen                             |
| Recorded & Mixed at Media Sound Studio, New York, N.Y. in Aug. 1976     |
|                                                                         |
| < Los Angels Side >                                                     |
| Produced by JIMMY SEITER & JOHN SEITER                                  |
| Arranged by Tatsuro Yamashita & Jerry Yester (Background Vocals)        |
| Recording & Mixing Engineer: Richie Schmitt                             |
| Recorded & Mixed at RCA Hollywood Studio, Los Angels, CAL. in Sep. 1976 |
|                                                                         |
| Production Co-ordinater : Ryuzo “Junior” Kosugi                         |
|                                                                         |
| Original Art Direction : Kenkichi “Pater” Sato                          |
| Original Design : Kenkichi “Pater” Sato & Yoshiaki Maruyama             |
| Photographs : Tohru Kogure                                              |
|                                                                         |
| Originally Released in 1976/10/25 as RCA RVL-8004                       |
|                                                                         |
| [ 2023 Remaster Edition ]                                               |
| PRODUCED by TATSURO YAMASHITA for Tenderberry & Harvest                 |
| Executive Producer : Shusui Kosugi                                      |
|                                                                         |
| Remastering Engineer : Isao Kikuchi (Warner Music Mastering)            |
| Vinyl Cutting Engineer : Katsutoshi Kitamura (Warner Music Mastering)   |
|                                                                         |
| A & R : Hiroshi Kawasaki & Jun Hasegawa (Sony Music Labels)             |
| & Seiichi Inoue                                                         |
|                                                                         |
| Artist Management : Masako Niimura & Miyuki Ohno (Smile Company)        |
| Assistant Management : Yu Tanzawa (Smile Company)                       |
| Tie-in Coordinator : Hiroshi Mamehata (Smile Company)                   |
|                                                                         |
| Reissue Art Direction & Design : Shusaku Harima (Artisan Artwork)       |

## レコーディング・データ
| 日付    | スタジオ                      | 時間                        | 作業工程 |
| ------- | ----------------------------- | --------------------------- | --- |
| 8月16日 |                               |                             | 18:15発のパンアメリカン航空800便に搭乗、17:45ニューヨーク到着。先にニューヨーク入りしていたスタッフと打ち合わせ |
| 8月17日 | RCA-Aスタジオ                 |                             | チャーリー・カレロと打ち合わせ                                                                                  |
| 8月18日 | メディア・サウンド・スタジオA | 10:00-14:00                 | リズム録り（「CIRCUS TOWN」「言えなかった言葉を」）                                                             |
| 8月19日 | メディア・サウンド・スタジオA | 10:00-14:00                 | リズム録り（「WINDY LADY」「MINNIE」「永遠に」）                                                                |
| 8月20日 |                               |                             | 休み |
| 8月21日 |                               |                             | 休み |
| 8月22日 |                               |                             | 休み |
| 8月23日 | RCA-Aスタジオ                 |                             | チャーリー・カレロと打ち合わせ                                                                                  |
| 8月24日 | メディア・サウンド・スタジオA | 19:00-25:00                 | ストリングス&ブラス・ダビング                                                                                   |
| 8月25日 | メディア・サウンド・スタジオA | 19:00-24:00                 | ボーカル・レコーディング                                                                                        |
| 8月26日 | メディア・サウンド・スタジオA | 10:00-13:00                 | ボーカル・レコーディング                                                                                        |
| 8月26日 | メディア・サウンド・スタジオA | 14:00-20:00                 | ミックスダウン                                                                                                  |
| 8月27日 |                               |                             | 休み |
| 8月28日 |                               |                             | ロスアンゼルスへ移動                                                                                            |
| 8月29日 |                               |                             | ジミー・サイター&ジョン・サイターと打ち合わせ                                                                   |
| 8月30日 | RCAハリウッド･スタジオ-A      | - 10:00-13:00 - 14:00-18:00 | リズム録り |
| 8月31日 | RCAハリウッド･スタジオ-A      | - 10:00-13:00 - 14:00-18:00 | リズム録り |
| 9月01日 | RCAハリウッド･スタジオ-A      | - 10:00-13:00 - 14:00-20:00 | その他楽器ダビング                                                                                              |
| 9月02日 | RCAハリウッド･スタジオ-A      | - 10:00-13:00 - 14:00-23:00 | コーラス・ダビング                                                                                              |
| 9月03日 | RCAハリウッド･スタジオ-A      | 10:00-13:00                 | ボーカル・レコーディング                                                                                        |
| 9月03日 | RCAハリウッド･スタジオ-A      | 14:00-20:00                 | ミックスダウン                                                                                                  |
| 9月04日 | RCAハリウッド･スタジオ-A      | 10:00-15:00                 | マスタリング |
| 9月05日 |                               |                             | 12:50発のパンアメリカン航空003便に搭乗                                                                          |
| 9月06日 |                               |                             | 15:45帰国 |

## リリース履歴
| #  | 発売日         | リリース                              | 規格 | 品番                     | 備考 |
| -- | -------------- | ------------------------------------- | ---- | ------------------------ | --- |
| 1  | 1976年12月25日 | RCA ⁄ RVC                             | LP   | RVL-8004                 | レーベルはメーカー共通のデザインを使用。 |
| 2  | 1976年12月25日 | RCA ⁄ RVC                             | CT   | - RCJ-1503 - (JPKI-0943) | カセット同時発売。アナログLPと同内容。パッケージ裏面に“A面はB面より長くなっております。”の記述あり。 |
| 3  | 1985年2月21日  | RCA ⁄ RVC                             | CD   | RHCD-514                 | 初CD化。 |
| 4  | 1987年3月15日  | RCA ⁄ RVC                             | CD   | R28H-2801                | 『Tatsuro Yamashita SPECIAL CD-BOX』(R28H-2801∼06)の一枚。 |
| 5  | 1989年11月21日 | RCA ⁄ BMG VICTOR                      | CD   | B25D-13004               | “NEW PRICE ¥2,500”シリーズの一枚。ディスク表面のレーベルはメーカー共通のデザインを使用。 |
| 6  | 1990年8月21日  | RCA ⁄ BMG VICTOR                      | CD   | BVCR-7001                | 『TATSURO YAMASHITA ORIGINAL COLLECTION 1976-1982』(BVCR-7001∼06)の中の一枚。 |
| 7  | 1997年6月4日   | RCA ⁄ BMG JAPAN                       | CD   | BVCR-1028                | |
| 8  | 1999年5月21日  | RCA ⁄ BMG JAPAN                       | CD   | BVCK-37004               | “RCA名盤選書オリジナル・アルバム紙ジャケット完全復刻シリーズ”の一枚。帯はオリジナルLPのデザインを復刻（表面のみ）。 |
| 9  | 2002年2月14日  | RCA ⁄ BMG FUNHOUSE                    | CD   | BVCR-17013               | “TATSURO YAMASHITA THE RCA/AIR YEARS 1976-1982”の一枚。本人監修によるデジタル・リマスタリング + ボーナス・トラック2曲収録。ディスク表面のレーベルはオリジナル・デザインを使用。 |
| 10 | 2002年2月20日  | RCA ⁄ BMG FUNHOUSE                    | LP   | BVJR-17001               | 『THE RCA/AIR YEARS LP BOX 1976-1982』の一枚。本人監修によるデジタル・リマスタリング音源使用。レーベルはオリジナル・デザインを使用。 |
| 11 | 2023年8月2日   | Ariola Japan ⁄ Sony Music Labels Inc. | LP   | BVJL-95                  | “TATSURO YAMASHITA RCA/AIR YEARS Vinyl Collection”の一枚。2023年最新リマスター&ヴァイナル・カッティング。180g重量盤による完全生産限定盤。100名限定LP BOXイラスト入りアナログ盤収納ケースプレゼント抽選応募用アクセスカード1枚封入。レーベルはRCAレーベル当時のデザインを可能な限り再現して使用。 |
| 12 | 2023年8月2日   | Ariola Japan ⁄ Sony Music Labels Inc. | CT   | BVTL-7                   | “TATSURO YAMASHITA RCA/AIR YEARS Cassette Collection”の一本。2023年最新リマスター。アナログ盤と同時発売。100名限定LP BOXイラスト入りカセット収納ケースプレゼント抽選応募用アクセスカード1枚封入。                                                                                                |